# Mohamed Hossameldin
Mohamed Hossameldin ou Mohamed Hissam El Din est un ancien arbitre égyptien de football des années 1980.

## Carrière
Il a officié dans une compétition majeure : 
- JO 1984 (1 match)